# Casa d'Espanya a Mèxic
La Casa d'Espanya a Mèxic, oficialment i en castellà Casa de España en México fou una institució cultural fundada per Lázaro Cárdenas del Río per gestions de Daniel Cosío Villegas amb el fi de donar refugi a intel·lectuals espanyols en el context de l'exili republicà espanyol.